# Vid din sida (TV-serie)
Vid din sida är en svensk TV-serie från 1983 i regi av Ivo Dvorák, med manus av Gunnar E. Sandgren. Serien visades i fem delar i TV1. Serien innebar att skådespelaren Alf Kjellin som hade en karriär både som regissör och skådespelare i USA medverkade i en svensk produktion för första gången sedan 1960-talet.

## Rollista
- Bertil Anderberg – Larsson
- Harriet Andersson – Sara
- Bergljót Árnadóttir – Berit
- Bo Backagård – polis
- Jarl Borssén – Roos
- Micha Gabay – Göran
- Harry Goldstein – läkare
- Lena T. Hansson – Eva
- Olof Huddén – Lennartsson
- Klas Jahnberg – ordförande
- Sven-Olof Jansson – Erik
- Alf Kjellin – Joel
- Evert Lindkvist – Johansson
- Alf Nilsson – Hilmer
- Gunilla Nyroos – Inez
- Barbro Oborg – Bodil
- Per Oscarsson – Egil
- Marianne Stjernqvist – Billie
- Rune Turesson – Isaksson
- Inga Ålenius – kund